# Anu Kaipainen
Aune (Anu) Helinä Kaipainen (14. března 1933 Muolaa – 29. září 2009 Helsinky) byla finská spisovatelka, autorka románů, poezie i divadelních her.

## Život
Anu Kaipainen se narodila v Karélii. Studovala finský jazyk na univerzitě v Helsinkách, studia úspěšně dokončila roku 1955. Než se začala naplno věnovat spisovatelské kariéře, pracovala jako učitelka finského jazyka. Byla manželkou finského lékaře a politika Osmo Kaipainena, se kterým měla tři syny.

## Dílo
Anu Kaipainen je autorkou především románových děl, jichž napsala více než dvacet. První z nich vyšel již roku 1960. O sedm let později byl vydán její román Arkkienkeli Oulussa (Archanděl v Oulu) propojující současnost s obdobím finské války z let 1808 až 1809. Román autorce přinesl úspěch. Roku 1969 následoval další román s názvem Magdaleena ja maailman lapset (Magdaléna a děti světa), odkazující k biblické tematice.
Pro tvorbu Anu Kaipainen je typické časté propojení současnosti s historií a mytologií a zobrazovaní světa z pohledu ženy.
Tato základní charakteristika platí i pro román Má panenka pentli rudou (finsky On neidolla punapaula), vydaný roku 1973 (česky 1980). Tento román se odehrává na samém severu Finska, v odlehlé laponské vesnici, obklopené panenskou přírodou. Laponsko je zde líčeno jako oblast všemi opomíjená, využívaná a pomalu ale jistě upadající. Kulturní dědictví a ráz celého kraje však stojí za námahu, které je zapotřebí, aby osobitost kraje nezanikla. Takovou úlohu si vytkla také hlavní protagonistka románu Annikki, dcera učitele, který sem přišel z finského jihu, a místní laponské ženy. Annikčin otec sem přišel, aby šířil vzdělání, ona na něj navazuje tím, že se rozhodne nepodlehnout negativním perspektivám a pokračovat v činnosti, které sama věří.
Hlavním motivem románu je však láska svérázné Annikki k Němci Hansovi, který sem přišel hledat hrob svého otce, padnuvšího během laponské války. S ním se do děje dostává také odkaz minulosti (zosobněný taktéž postavou otce učitele), především ve vzpomínkách na válku. Ta dokázala silně ovlivnit osudy lidí i desetiletí po svém skončení. Také se zde objevuje prvek opakování historie a parafráze finské středověké balady citované v úvodu knihy. V menší míře se zde projevuje i vliv mytologie, především ve formě zaříkadel. Místní folklór je zastoupen citacemi písní.
V poslední části románu se děj částečně přesouvá z postavy Annikki na jinou výraznou ženskou postavu - dospívající dívku Sirkku, dceru Annikčiny sestřenky. Sirrka je představitelkou silných opozičních komunistických idejí, které se i v knize střetávají s odlišnými politickými ideologiemi tehdejšího Finska. Pobyt v Laponsku dívku přinutí přehodnotit do jisté míry své dosavadní postoje a názory.
Román je psán z velké části er-formou, pouze v několika málo momentech autorka přechází do ich-formy, mluví jakoby sama za sebe, vstupuje do románu, který právě píše.